# Dubai Knowledge Village
Dubai Knowledge Village és una zona d'instal·lacions per l'entrenament i l'aprenentatge, lliure d'impostos, a la ciutat de Dubai, Emirats Àrabs Units, construïda pel govern de l'emirat de Dubai. La filial Dubai International Academic City dona les mateixes facilitat per les institucions dedicades a l'educació superior.